# Jean Richardot
Jean Richardot, né le 7 octobre 1570[réf. nécessaire] à Malines[réf. nécessaire] et mort le 28 février 1614 à Cambrai, est un prélat du XVIIe siècle, évêque d'Arras puis de Cambrai.

## Biographie
Jean Richardot est le fils de Jean Richardot, originaire de Franche-Comté , chef-président du Conseil privé des gouverneurs des Pays-Bas espagnols, les archiducs Albert d'Autriche et Isabelle-Claire-Eugénie d'Autriche, et d'Anne de Bailliencourt, dit Courcol ; son grand-oncle François Richardot a été le confesseur de Marguerite de Parme et un proche collaborateur d'Antoine Perrenot de Granvelle à qui il a succédé comme évêque d'Arras de 1561 à 1574. 
Jean est élevé en Espagne. Il suit des études à l'université de Salamanque. En 1600, alors qu'il a 17 ans[pas clair], le roi Philippe III d'Espagne lui confie une charge de conseiller en son conseil privé ; en mai de la même année, il est nommé premier ministre résident à la cour papale à Rome par les archiducs, et y demeure jusqu'en 1603. 
Le tableau peint par Rubens vers 1606, conservé à Cologne au musée Wallraf-Richartz & Fondation Corboud, Le Cercle des amis de Mantoue, représente Juste Lipse, Philippe Rubens, le frère du peintre, Rubens lui-même, Jean Richardot et ses deux frères, Antoine et Guillaume ,. Jean Richardot au cours de sa mission diplomatique à Rome a alerté l'archiduc Albert sur les talents de Rubens qui arrive à Rome en juin 1601 ; ses frères, élèves de Juste Lipse en même temps que Philippe Rubens, ont accompagné ce dernier quand il rejoint son frère à l'été 1602.
Richardot avait également signalé aux archiducs le succès en Italie du peintre et ingénieur flamand Wenceslas Cobergher qui y séjourne depuis 1597 ; en 1601, ces derniers l'invitent à la cour de Bruxelles dont il devient l'architecte ingénieur .
Jean Richardot est nommé évêque d'Arras en 1604, d'où il passe en 1609 à Cambrai.